# Uwe Preißler
Pour les articles homonymes, voir Preißler.
Uwe Preißler, né le 17 juin 1967 à Mühlhausen, est un coureur cycliste allemand. Il participe à l'épreuve de poursuite par équipes aux Jeux olympiques d'été de 1988 et remporte une médaille d'argent.

## Palmarès sur piste

### Jeux olympiques
- Séoul 1988
  -  Médaillé d'argent de la poursuite par équipes

### Championnats du monde
- 1985
  -  Champion du monde de poursuite par équipes juniors (avec Thomas Liese, Steffen Blochwitz et Michael Bock)

### Championnats nationaux
- Champion de RDA de poursuite par équipe en 1989

## Palmarès sur route
- 1987
  - Tour de Castellón
- 1988
  - Berlin-Leipzig
- 1990
  - 8e étape du Tour de Grande-Bretagne
  - 9e étape du Tour de Cuba
  - Circuit franco-belge
- 1991
  - Ost-Westfalen Rundfahrt
- 1992
  - 3e étape du Tour DuPont
- 1993
  - Eurode Omloop
  - Ost-Westfalen Rundfahrt
- 1994
  - 3e de Gand-Wervik